# Sportfreunde Schwarz-Weiß Wuppertal
Sportfreunde Schwarz-Weiß Wuppertal was een Duitse voetbalclub uit Wuppertal, Noordrijn-Westfalen.

## Geschiedenis
De club kwam tot stand in 1924 na een fusie tussen TuSV 1872 Barmen, VfB Barmen en BV Barmen. Nadat Barmen en Elberfeld in 1929 fuseerden tot de stad Wuppertal werd, wel pas in 1936, de naam gewijzigd in Schwarz-Weiß Wuppertal.
In 1965 werd de club opgeheven.

## Erelijst
Kampioen Bergisch-Mark
1928, 1932